# Ace Combat 7: Skies Unknown
Az Ace Combat 7: Skies Unknown (エースコンバット7 スカイズ・アンノウン; Hepburn: Ēsu Konbatto Seben Sukaizu Annōn) harcirepülő-szimulátor, az Ace Combat sorozat tizenhetedik játéka, melyet a Project Aces fejlesztett és Bandai Namco Entertainment jelentetett meg 2018-ban, PlayStation 4 és Xbox One konzolokra és windowsos személyi számítógépekre. A játék opcionális virtuális valóság-támogatással is rendelkezik, kizárólag PlayStation VR-on. Az Ace Combat 7 az első Ace Combat-játék, melyet nyolcadik generációs videójáték-konzolra fejlesztenek. A játékot 2015 decemberében, a 2015-ös PlayStation Experience sajtótájékoztatón mutatták be. A játék az Ace Combat 6: Fires of Liberation folytatása, melyet az Unreal Engine 4 motor hajt meg.

## Játékmenet

### Alapvető mechanikák

Egy F–15C Eagle pilótafülkéjében egy Su–30SM-mel való közelharc során

Az Ace Combat 7 játékmenete az Ace Combat 5: The Unsung Warhoz és az Ace Combat Zero: The Belkan Warhoz lesz hasonló.
A második előzetes videó szerint a játék head-up displaye (HUD) nagyon hasonló lesz az Ace Combat Infinityéhez. Az infracsapdákat az Ace Combat: Assault Horizonhoz hasonlóan ismét a játékosok kezelhetik. A sorozatban először a felhőknek is nagy játékmenetbeli szerepük lesz, lehetőséget biztosítanak bizonyos fokú lopakodásra és láthatóságot is korlátozzák. Kono Kazutoki producer elmondása szerint az Ace Combat 7 további fontosabb játékmenetbeli elemei között szerepel az, hogy lehetőséget adnak a játékosoknak a bonyolultabb manőverek kézi megvalósítására, illetve az „ellenfelekkel szembeni stratégiai szempontok javítása”.
A sorozat előző két tagjával – Assault Horizon és Infinity – ellentétben helikopterek és légcsavaros vadászrepülőgépek nem fognak szerepelni az Ace Combat 7-ben, a játék kizárólag sugárhajtóműves gépekre fog összpontosulni.

### Virtuális valóság
Az Ace Combat 7 opcionálisan támogatni fogja a PlayStation VR virtuális valóság-szemüveget, bár a játék kampány- és többjátékos módjában ennek támogatottsága bizonytalan. Kono Kazutoki szerint a kampányt és a VR-támogatást különállóan fejlesztik, és a VR feláldoz bizonyos fokú vizuális részletet a kötelezően elvárt másodpercenkénti stabil 60 képkocka képfrissítés eléréséhez.
VR-módban a játékos kizárólag pilótafülke-nézetből játszhat, a belső és a külső nézet nem elérhető. A játékosoknak a fejüket irányba forgatva kell befogniuk az ellenfeleket, ahonnan pedig a megszokott módon, a kontroller megadott gombjával lőhetik ki a rakétákat. A DualShock 4 „Options” gombjának megnyomásával újrakalibrálható a headset. A HUD elemei átkerülnek a képernyő aljára és félig áttetszőek lesznek. A játékosok lefelé is tudnak majd nézni, ahol látható az egész pilótafülke és a pilóta is. A pilóta a játékos gombnyomásainak megfelelően kezelni fogja a repülőgép műszereit. A VR-mód annak ellenére is bekerült a játékba, hogy 2014. november 15-én Kacuhiro Harada, a Tekken-sorozat producere kijelentette, hogy a sorozatba sosem fog VR-támogatás kerülni a horizontális sík vad rángása miatt, ami olyan érzetet kelt, mintha az ember részeg lenne.

## Történet
A játék 2020 környékén, az Ace Combat 5: The Unsung War cselekményei után játszódik tíz évvel. A királyságként újraformálódott Erusea országa ismeretlen okok miatt hadat üzent az Oseai Föderációnak.
Az Ace Combat 7 egyik központi eleme az useai földrészhez közel elhelyezkedő „Lighthouse” (Világítótorony) nevű űrlift, illetve azt azt védelmező masszív, 80 pilóta nélküli repülőgépet hordozó FAS „légi hadihajó”. A játék átvezető jelenetei az Ace Combat 04: Shattered Skieshoz hasonlóan különböző szereplők szemszögéből lesznek láthatóak. Az „összevetés” témája – pilóta vagy pilóta nélküli, veteránok vagy zöldfülűek – meghatározó lesz a játék folyamán, de az F–104 Starfighter elfogó vadászrepülőgép is központi szerepet fog kapni.

## Fejlesztés
Az Ace Combat 7-ről először az Ace Combat Infinity 2015. novemberi adatkiszivárgásában lehetett hallani. A játékot végül 2015 decemberében a PlayStation Experience sajtókonferencián jelentették be hivatalosan egy kedvcsináló videó képében. A következő előzetes 2016 decemberében a következő PlayStation Experience keretében jelent meg, ekkor a játék körülbelül 50% volt kész. A Bandai Namco 2017. január 26-án közzétette a második előzetes bővített változatát. 2017 májusában a játék megjelenését 2018-ra tolták át. Az Ace Combat 7 a sorozat első tagja, melyet hivatalosan kínai nyelvre is lokalizáltak.

## Fordítás
- Ez a szócikk részben vagy egészben az Ace Combat 7 című angol Acepedia-szócikk ezen változatának fordításán alapul. Az eredeti cikk szerkesztőit annak laptörténete sorolja fel.